# Bruchus calcaratus
Bruchus calcaratus là một loài bọ cánh cứng trong họ Bruchidae. Loài này được Wollaston miêu tả khoa học năm 1867.